# 森特鎮區 (印第安納州萊克縣)
森特鎮區（英語：Center Township）是位於美國印地安納州萊克縣的一個行政鎮區。

## 地方資料
根據2010年美國人口普查的數據，森特鎮區的面積為103.40平方千米，當中陸地面積為101.90平方千米，而水域面積為1.50平方千米。當地共有人口31,756人，而人口密度為每平方千米307.12人。